# Collegio di Darlington
Darlington è un collegio elettorale situato nella contea di Durham, nel Nord Est dell'Inghilterra, e rappresentato alla Camera dei comuni del Parlamento del Regno Unito. Elegge un membro del parlamento con il sistema first-past-the-post, ossia maggioritario a turno unico; l'attuale parlamentare è Lola McEvoy del Partito Laburista, che rappresenta il collegio dal 2024.

## Estensione

Darlington dal 2010 al 2024

- 1918-1983: il County Borough di Darlington.
- 1983-2010: i ward del borgo di Darlington di Bank Top, Central, Cockerton East, Cockerton West, College, Eastbourne North, Eastbourne South, Harrowgate Hill, Haughton East, Haughton West, Hummersknott, Lascelles, Lingfield, Mowden, Northgate North, Northgate South, North Road, Park East, Park West e Pierremont.
- 2010-2024: i ward del borgo di Darlington di Bank Top, Central, Cockerton East, Cockerton West, College, Eastbourne, Faverdale, Harrowgate Hill, Haughton East, Haughton North, Haughton West, Hummersknott, Lascelles, Lingfield, Mowden, Northgate, North Road, Park East, Park West e Pierremont.
- dal 2024: i ward del borgo di Darlington di Bank Top and Lascelles; Brinkburn and Faverdale; Cockerton; College; Eastbourne; Harrowgate Hill; Haughton and Springfield; Heighington and Coniscliffe; Hummersknott; Mowden; North Road; Northgate; Park East; Park West; Pierremont; Red Hall and Lingfield; Stephenson e Whinfield.[1]

## Membri del parlamento
| Elezione | Elezione             | Deputato                | Partito            |
| -------- | -------------------- | ----------------------- | ------------------ |
|          | 1868                 | Edmund Backhouse        | Liberale           |
| 1880     | Theodore Fry         |                         | Liberale           |
|          | 1885                 | Arthur Pease            | Liberale Unionista |
| 1898 (S) | Herbert Pease        |                         | Liberale Unionista |
|          | Gen 1910             | Ignaz Trebitsch-Lincoln | Liberale           |
|          | Dic 1910             | Herbert Pease           | Conservatore       |
| 1923 (S) | William Edwin Pease  |                         | Conservatore       |
|          | 1926 (S)             | Arthur Shepherd         | Laburista          |
|          | 1931                 | Charles Peat            | Conservatore       |
|          | 1945                 | David Hardman           | Laburista          |
|          | 1951                 | Fergus Graham           | Conservatore       |
| 1959     | Anthony Bourne-Arton |                         | Conservatore       |
|          | 1964                 | Ted Fletcher            | Laburista          |
| 1983 (S) | Oswald O'Brien       |                         | Laburista          |
|          | 1983                 | Michael Fallon          | Conservatore       |
|          | 1992                 | Alan Milburn            | Laburista          |
| 2010     | Jenny Chapman        |                         | Laburista          |
|          | 2019                 | Peter Gibson            | Conservatore       |
|          | 2024                 | Lola McEvoy             | Laburista          |

## Elezioni

### Elezioni negli anni 2020
| Partito                    | Partito                                           | Candidato                  | Risultati 4 luglio 2024 | Risultati 4 luglio 2024 |
| Partito                    | Partito                                           | Candidato                  | Voti                    | %                       |
| -------------------------- | ------------------------------------------------- | -------------------------- | ----------------------- | ----------------------- |
|                            | Laburista                                         | Lola McEvoy                | 16 621                  | 39,22                   |
|                            | Conservatore                                      | Peter Gibson               | 14 323                  | 33,80                   |
|                            | Reform UK                                         | Michael Walker             | 6 852                   | 16,17                   |
|                            | Verdi                                             | Matthew Snedker            | 2 847                   | 6,72                    |
|                            | Lib Dem                                           | Simon Thorley              | 1 735                   | 4,09                    |
|                            |                                                   |                            |                         |                         |
| Iscritti                   | Iscritti                                          | Iscritti                   | 70 763                  | 100,00                  |
| ↳ Votanti (% su iscritti)  | ↳ Votanti (% su iscritti)                         | ↳ Votanti (% su iscritti)  | 42 378                  | 59,89                   |
| ↳ Astenuti (% su iscritti) | ↳ Astenuti (% su iscritti)                        | ↳ Astenuti (% su iscritti) | 28 385                  | 40,11                   |
|                            |                                                   |                            |                         |                         |
|                            | Esito: collegio passa da Conservatore a Laburista |                            |                         |                         |

### Elezioni negli anni 2010
| Partito                    | Partito                                           | Candidato                  | Risultati 12 dicembre 2019 | Risultati 12 dicembre 2019 |
| Partito                    | Partito                                           | Candidato                  | Voti                       | %                          |
| -------------------------- | ------------------------------------------------- | -------------------------- | -------------------------- | -------------------------- |
|                            | Conservatore                                      | Peter Gibson               | 20 901                     | 48,05                      |
|                            | Laburista                                         | Jenny Chapman              | 17 607                     | 40,48                      |
|                            | Lib Dem                                           | Anne-Marie Curry           | 2 097                      | 4,82                       |
|                            | Brexit                                            | Dave Mawson                | 1 544                      | 3,55                       |
|                            | Verdi                                             | Matthew Snedker            | 1 057                      | 2,43                       |
|                            | Indipendente                                      | Monty Brack                | 292                        | 0,67                       |
|                            |                                                   |                            |                            |                            |
| Iscritti                   | Iscritti                                          | Iscritti                   | 66 397                     | 100,00                     |
| ↳ Votanti (% su iscritti)  | ↳ Votanti (% su iscritti)                         | ↳ Votanti (% su iscritti)  | 43 579                     | 65,63                      |
| ↳ Astenuti (% su iscritti) | ↳ Astenuti (% su iscritti)                        | ↳ Astenuti (% su iscritti) | 22 818                     | 34,37                      |
|                            |                                                   |                            |                            |                            |
|                            | Esito: collegio passa da Laburista a Conservatore |                            |                            |                            |

| Partito                    | Partito                                | Candidato                  | Risultati 8 giugno 2017 | Risultati 8 giugno 2017 |
| Partito                    | Partito                                | Candidato                  | Voti                    | %                       |
| -------------------------- | -------------------------------------- | -------------------------- | ----------------------- | ----------------------- |
|                            | Laburista                              | Jenny Chapman              | 22 681                  | 50,61                   |
|                            | Conservatore                           | Peter Cuthbertson          | 19 401                  | 43,29                   |
|                            | UKIP                                   | Kevin Brack                | 1 180                   | 2,63                    |
|                            | Lib Dem                                | Anne-Marie Curry           | 1 031                   | 2,30                    |
|                            | Verdi                                  | Matthew Snedker            | 524                     | 1,17                    |
|                            |                                        |                            |                         |                         |
| Iscritti                   | Iscritti                               | Iscritti                   | 66 297                  | 100,00                  |
| ↳ Votanti (% su iscritti)  | ↳ Votanti (% su iscritti)              | ↳ Votanti (% su iscritti)  | 44 817                  | 67,60                   |
| ↳ Astenuti (% su iscritti) | ↳ Astenuti (% su iscritti)             | ↳ Astenuti (% su iscritti) | 21 480                  | 32,40                   |
|                            |                                        |                            |                         |                         |
|                            | Esito: collegio confermato a Laburista |                            |                         |                         |

| Partito                    | Partito                                | Candidato                  | Risultati 7 maggio 2015 | Risultati 7 maggio 2015 |
| Partito                    | Partito                                | Candidato                  | Voti                    | %                       |
| -------------------------- | -------------------------------------- | -------------------------- | ----------------------- | ----------------------- |
|                            | Laburista                              | Jenny Chapman              | 17 637                  | 42,87                   |
|                            | Conservatore                           | Peter Cuthbertson          | 14 479                  | 35,19                   |
|                            | UKIP                                   | David Hodgson              | 5 392                   | 13,11                   |
|                            | Lib Dem                                | Anne-Marie Curry           | 1 966                   | 4,78                    |
|                            | Verdi                                  | Michael Cherrington        | 1 444                   | 3,51                    |
|                            | TUSC                                   | Alan Docherty              | 223                     | 0,54                    |
|                            |                                        |                            |                         |                         |
| Iscritti                   | Iscritti                               | Iscritti                   | 65 825                  | 100,00                  |
| ↳ Votanti (% su iscritti)  | ↳ Votanti (% su iscritti)              | ↳ Votanti (% su iscritti)  | 41 141                  | 62,50                   |
| ↳ Astenuti (% su iscritti) | ↳ Astenuti (% su iscritti)             | ↳ Astenuti (% su iscritti) | 24 684                  | 37,50                   |
|                            |                                        |                            |                         |                         |
|                            | Esito: collegio confermato a Laburista |                            |                         |                         |

| Partito                    | Partito                                | Candidato                  | Risultati 6 maggio 2010 | Risultati 6 maggio 2010 |
| Partito                    | Partito                                | Candidato                  | Voti                    | %                       |
| -------------------------- | -------------------------------------- | -------------------------- | ----------------------- | ----------------------- |
|                            | Laburista                              | Jenny Chapman              | 16 891                  | 39,38                   |
|                            | Conservatore                           | Edward Legard              | 13 503                  | 31,48                   |
|                            | Lib Dem                                | Mike Barker                | 10 046                  | 23,42                   |
|                            | BNP                                    | Amanda Foster              | 1 262                   | 2,94                    |
|                            | UKIP                                   | Charlotte Bull             | 1 194                   | 2,78                    |
|                            |                                        |                            |                         |                         |
| Iscritti                   | Iscritti                               | Iscritti                   | 69 298                  | 100,00                  |
| ↳ Votanti (% su iscritti)  | ↳ Votanti (% su iscritti)              | ↳ Votanti (% su iscritti)  | 42 896                  | 61,90                   |
| ↳ Astenuti (% su iscritti) | ↳ Astenuti (% su iscritti)             | ↳ Astenuti (% su iscritti) | 26 402                  | 38,10                   |
|                            |                                        |                            |                         |                         |
|                            | Esito: collegio confermato a Laburista |                            |                         |                         |

### Elezioni negli anni 2000
| Partito                    | Partito                                | Candidato                  | Risultati 5 maggio 2005 | Risultati 5 maggio 2005 |
| Partito                    | Partito                                | Candidato                  | Voti                    | %                       |
| -------------------------- | -------------------------------------- | -------------------------- | ----------------------- | ----------------------- |
|                            | Laburista                              | Alan Milburn               | 20 643                  | 52,41                   |
|                            | Conservatore                           | Anthony Frieze             | 10 239                  | 26,00                   |
|                            | Lib Dem                                | Robert Adamson             | 7 269                   | 18,45                   |
|                            | UKIP                                   | John Hoodless              | 730                     | 1,85                    |
|                            | Veritas                                | David Davies               | 507                     | 1,29                    |
|                            |                                        |                            |                         |                         |
| Iscritti                   | Iscritti                               | Iscritti                   | 65 320                  | 100,00                  |
| ↳ Votanti (% su iscritti)  | ↳ Votanti (% su iscritti)              | ↳ Votanti (% su iscritti)  | 39 388                  | 60,30                   |
| ↳ Astenuti (% su iscritti) | ↳ Astenuti (% su iscritti)             | ↳ Astenuti (% su iscritti) | 25 932                  | 39,70                   |
|                            |                                        |                            |                         |                         |
|                            | Esito: collegio confermato a Laburista |                            |                         |                         |

| Partito                    | Partito                                | Candidato                  | Risultati 7 giugno 2001 | Risultati 7 giugno 2001 |
| Partito                    | Partito                                | Candidato                  | Voti                    | %                       |
| -------------------------- | -------------------------------------- | -------------------------- | ----------------------- | ----------------------- |
|                            | Laburista                              | Alan Milburn               | 22 479                  | 56,34                   |
|                            | Conservatore                           | Tony Richmond              | 12 095                  | 30,31                   |
|                            | Lib Dem                                | Robert Adamson             | 4 358                   | 10,92                   |
|                            | Alleanza Socialista                    | Alan Docherty              | 469                     | 1,18                    |
|                            | Indipendente                           | Craig Platt                | 269                     | 0,67                    |
|                            | Laburista Socialista                   | Amanda Rose                | 229                     | 0,57                    |
|                            |                                        |                            |                         |                         |
| Iscritti                   | Iscritti                               | Iscritti                   | 64 353                  | 100,00                  |
| ↳ Votanti (% su iscritti)  | ↳ Votanti (% su iscritti)              | ↳ Votanti (% su iscritti)  | 39 899                  | 62,00                   |
| ↳ Astenuti (% su iscritti) | ↳ Astenuti (% su iscritti)             | ↳ Astenuti (% su iscritti) | 24 454                  | 38,00                   |
|                            |                                        |                            |                         |                         |
|                            | Esito: collegio confermato a Laburista |                            |                         |                         |

## Risultati dei referendum

### Referendum sulla permanenza del Regno Unito nell'Unione europea del 2016
|             | Collegio   | Lasciare UE % | Rimanere in UE % |
| ----------- | ---------- | ------------- | ---------------- |
|             | Darlington | 58,0%         | 42,0%            |
| Inghilterra | 53,3%      | 46,7%         |                  |
| Regno Unito | 51,9%      | 48,1%         |                  |